# حصار حصن سانت فيلب (1756)
حصار حصن سانت فيلب أو حصار ميورقة هو حصار فرضه الفرنسيون على حامية حصن سانت فيلب البريطانية في جزيرة ميورقة عام 1756 وذلك خلال حرب السنوات السبع. استمر الحصار خلال الفترة من أبريل حتى 29 يونيو 1756 لينتهى باستسلام الحامية واستيلاء الفرنسيون على الجزيرة.